# Barnabás Bese
Barnabás Bese (ur. 6 maja 1994 w Budapeszcie) – węgierski piłkarz występujący na pozycji obrońcy w klubie Fehérvár FC. Wychowanek Ferencvárosi. Znalazł się w kadrze reprezentacji Węgier na Mistrzostwa Europy 2016. W kadrze zadebiutował 4 czerwca 2016 w przegranym 0:2 meczu z Niemcami.